# レヒニッツ写本

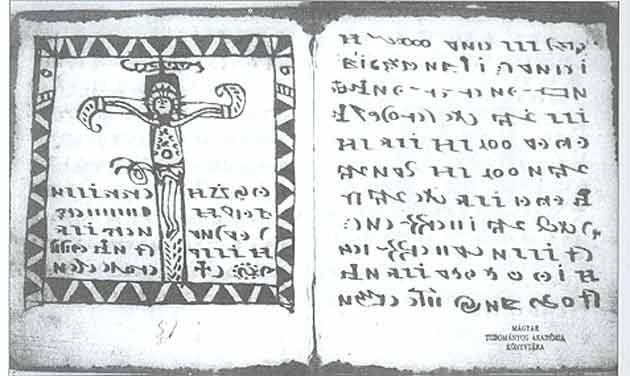
レヒニッツ写本の一ページ

レヒニッツ写本（レヒニッツしゃほん）は、未知の文字と書記体系で書かれた一連の文章。ハンガリーで発見されたことから正式名称は原義で「レヒニッツ市の写本」を意味するロホンツィ＝コーデクス（ハンガリー語: Rohonci-kódex ）という。他にもハンガリー語の古い綴りを用いて Rohonczi Codex と表記されることもあり、こちらの綴りの方がインターネット上では優勢であるが、この綴りは20世紀初頭に改変された現行のハンガリー語正書法では使われていない。
また、英語読みで「ローホンク写本」とも表記できるが、日本語ではまだ定訳がない。したがって、この項目では写本が発見された当時のハンガリー（ハプスブルク帝国）西部の都市ロホンツ（Rohonc）を現在の市名であるレヒニッツ（Rechnitz）と読むことにする。

## 沿革
少なくとも判明している限りでは、レヒニッツ写本の最初の所有者は、19世紀ハンガリーの貴族バッチャーニ・グスターフ伯爵である。バッチャーニ伯爵はこの写本を、他に伯爵が所有していた全ての蔵書とともにハンガリー科学アカデミーに寄贈した。この写本は、伯爵の蔵書が1838年まで置かれていたかつてのハンガリー西部（現在のオーストリア・オーバーヴァルト郡）に位置する都市、レヒニッツ市にちなみ、レヒニッツ写本と呼ばれるようになった。
ただし、この写本の正確な起源は不明である。判明している最も古い記録は、バッチャーニ伯爵家による1743年の蔵書目録にあるとされる。この目録の登記によると、「ハンガリー語の祈祷文・12折り判本1巻」とある。この判の大きさや想定されるページ数に鑑みると、写本の特徴と一致する。しかし、目録内にはこの一節しかなく、あくまで推量の範囲を出ない。
写本は1840年頃、まずハンガリー人学者のトルディ・フェレンツによって研究され、その後フンファルヴィ・パール（Hunfalvy Pál）に引き継がれたが、何も判明しなかった。オーストリア人で古文学の専門家・マール博士によっても調査されたが、徒労に終わった。チェコのプラハで共に大学教授をしていたヨセフ・イレチェク（Josef Jireček）とコンスタンティン・ヨセフ・イレチェク（Konstantin Jireček）の父子は、1884年から1885年にかけて写本の32ページ分（写本自体は全体で448ページある）を調査したが、何の成果もあげられなかった。写本は1885年、インスブルック大学の教授であるドイツ人研究者、ベルンハルト・ユルク（Bernhard Jülg）のもとにも送られたが、やはり暗号を解くことはできなかった。次にハンガリーの高名な画家、ムンカーチ・ミハーイ（Munkácsy Mihály）が写本をパリに持って行き、1890年から1892年にかけて調査に取り組んだが、やはり何も判明しなかった。
ハンガリー人学者の多くは、この写本をトランシルヴァニア系ハンガリー人の古物商であるリテラーティ・ネメシュ・シャームエル（Literáti Nemes Sámuel）による悪ふざけの産物（捏造）とみなしている。ネメシュはハンガリー国立図書館の共同創設者の1人でもあるが、同時に歴史的な贋作（がんさく）作家としても悪名高い。当時高名だった一部の学者ですらネメシュに騙されたという。ネメシュ贋作説の起源は1866年、ハンガリー人歴史家のサボー・カーロイ（Szabó Károly）による主張にまで遡る。サボーの後にも、1878年のフェイェールパタキ・ラースロー（Fejérpataky László）、1899年のトート・ベーラ（Tóth Béla）、1930年のピンテール・イェネー（Pintér Jenő）、1973年のチャポディ・チャバ（Csapodi Csaba）と、複数の研究家が恐らく贋作だろうとしている。

## 写本の保管場所
現在、写本はハンガリー科学アカデミーによって保管されている。写本を調査する際には特別な許可が必要となるが、マイクロフィルムによる写本のコピーが利用可能である。

## 特徴

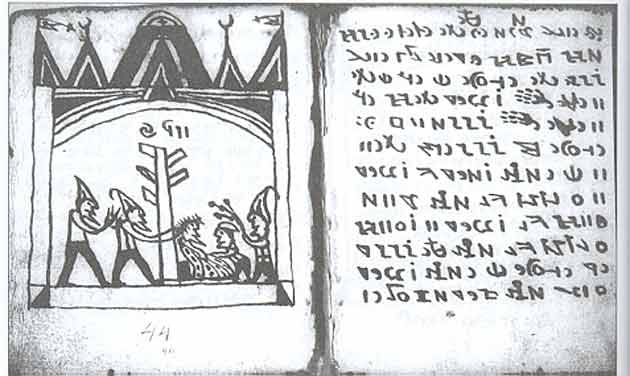
三日月の屋根飾り

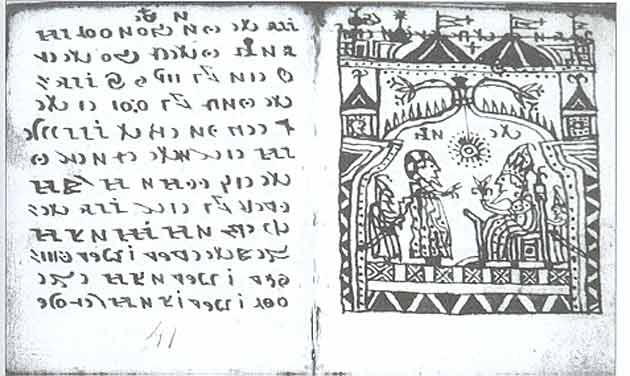
ムスリムとキリスト教徒

レヒニッツ写本は、448枚の用紙（縦12センチ・横10センチ）で構成されており、それぞれのページには記号が9から14列ほど書かれている。この記号が何らかの文字なのか、それとも文字としての機能はないのかは判明していない。この記号列以外にも、宗教的あるいは世俗的もしくは軍事関係と見られる光景が描かれた87点の挿絵が含まれている。また、これらの挿絵には粗雑ながら十字架や三日月または卍などが至るところに描き込まれており、どうやらキリスト教徒やムスリム及び（仏教といったアジア系の）異教徒らが共存する場所が描かれているらしい。
写本の中で使われている記号の種類は、既知のどんなアルファベットの総数より約10倍以上は多い。しかし、一部の記号はめったに用いられていないことから、写本中の記号はアルファベットではないにしろ、日本語の仮名のような音節文字の一群（en:syllabary）か、もしくは漢字のようなものであろうとされている。また、文章が右揃えであることから、これらの記号列は右から左へと書かれたと考えられている。
写本に使われている用紙を調査した結果、これは1430年ごろに作られたヴェネツィア紙であることが分かっている。ただし、写本の内容自体はより古い書物から書き写されたものかもしれず、またヴェネツィア紙自体も製造されてからずっと後に使用されたものである可能性も否定できない。

## 言語と文字
写本に書かれている言語は不明である。候補として挙げられたものとしては、ハンガリー語やダキア語、初期ルーマニア語かクマン語があり、中にはブラフミー文字で書かれたヒンディー語であるという説まである。ただし、何の言語であるかといった証拠は全く見つかっていない。

古代ハンガリー文字

この写本が間違いなくハンガリー語で書かれていると主張する人々は、写本中に書かれた記号が古代ハンガリー文字であるとみなし、ハンガリー版のルーン文字であるロヴァーシュ文字との類似性を見つけようとしている。その他の主張によると、ルーマニア・ドブロジャ地方にあるスキタイの修行洞に似たような文字が彫られているという。また、ギリシャ語で書かれたヴェスプレームヴェルジ女子修道院の設立勅許状との類似性を見出そうとする人々もいた。さらには、上記にもある通り、ブラフミー文字との関連性を主張する声もある。
写本中に書かれた記号の一覧を作成する試みは1889年、まずネーメティ・カールマーン（Némethi Kálmán）によってなされた。また、1970年にジュルク・オットー（Gyürk Ottó）が記号に関する最初の組織的研究を行った。ジュルクは記号列の反復を研究し、文章がどちらの方向から書かれているかを探ろうとした。その結果ジュルクは、記号列が「右から左かつ上から下へ」と書かれており、ページもまた「右から左」に向かって進んでいると主張している。また同時に写本のページ番号を識別した。晩年のジュルクによると、膨大な統計情報に基づく未発表の推論がまだ数多くあるのだという。
ロチュマーンディ・ミクローシュ（Locsmándi Miklós）は1990年代中盤、コンピュータを用いて記号列の解析を行った。ロチュマーンディはジュルクによる研究結果を確証し、他にも幾つかの発見をした。ロチュマーンディによると、アルファベットの「i」のように見える記号（右図参照）は、文章同士を区切る役割をしているという。また「i」は11を意味する記号か、あるいは数値の桁区切りにも使われている可能性があるという。ロチュマーンディは記号に付けられた発音区別符号のようなもの（主にドット符号）の研究も行ったが、規則性は見られなかった。そして写本の記号列内にハンガリー語の特徴である格語尾の形跡が見つけられなかったため、写本中に書かれている言語がハンガリー語である可能性はないだろうと結論付けた。
結果としてロチュマーンディは、2004年から2005年にかけての研究において「写本が捏造ではない」との確証を得るには至らなかった。ただし、記号列の規則性を鑑みて、「写本は全くデタラメな文章である」という説については否定した。

## 解読法
ハンガリー人のニーリ・アッティラ（Nyíri Attila）は、写本を2ページだけ研究した後、解読法を見出した。まず彼は写本を逆さまにひっくり返し、記号によく似た文字（アルファベット）を拾い出した。この際、同じ記号なのにもかかわらず異なる文字として音訳されていたり、異なる記号なのに同じ文字として音訳されることもあった。また記号をアルファベットに変換した後、意味のある単語とするために文字を並べ替えることもあった。このニーリによる一連の作業が仮に意味のあるものだとするならば、この記号列は宗教に関する文章、特に礼拝に関するものといえる。ニーリによる解読結果が掲載された書籍によると、写本の文章は次のように始まっている。

Eljött az Istened. Száll az Úr. Ó. Vannak a szent angyalok. Azok. Ó

汝の神は来たり。主は舞い上がる。おぉ、聖なる天使がおられる。天使らよ。おぉ。

ルーマニア人の言語学者ヴィオリカ・エナキュク（Viorica Enăchiuc）も写本の解読を試みた。エナキュクの解読によると、レヒニッツ写本はヴラフ人によるクマン人やペチェネグ人に対する戦いの記録であるという。このゆえに、写本に使われている言語は俗ラテン語や初期ルーマニア語の一種であるはずなのだが、結果としてルーマニア語には似ていなかった。エナキュク版解読文における序章の一節は以下のようになる。

Solrgco zicjra naprzi olto co sesvil cas

おぉ、燃える太陽よ、何が時を紡いだのかを記させ給え。

その他の解読法としては、インド人マヘーシュ・クマール・シン（Mahesh Kumar Singh）によるものが挙げられる。シンによると、レヒニッツ写本は、ある地方特有の綴りで記されたブラフミー文字で「左から右かつ上から下へ」と書かれているという。シンは、写本の最初から24ページ目までを音訳し、ヒンディー語の文章を取り出した上でハンガリー語に翻訳し直した。シンの解読文は、未知の聖書外典における冒頭部分といったような文章である。具体的には、まず瞑想的な雰囲気の序章から始まり、次にイエスが子どもだった頃の話へと続いていく。シンによる解読結果はハンガリー人の起源についての研究雑誌 Turán に掲載された。